# Kerry Washington

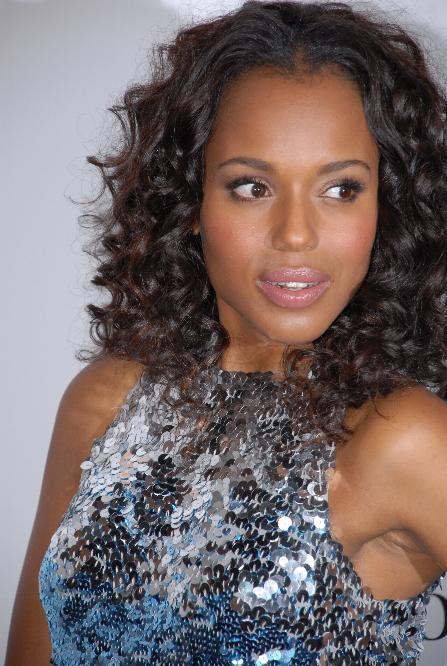
Kerry Washington (2007)

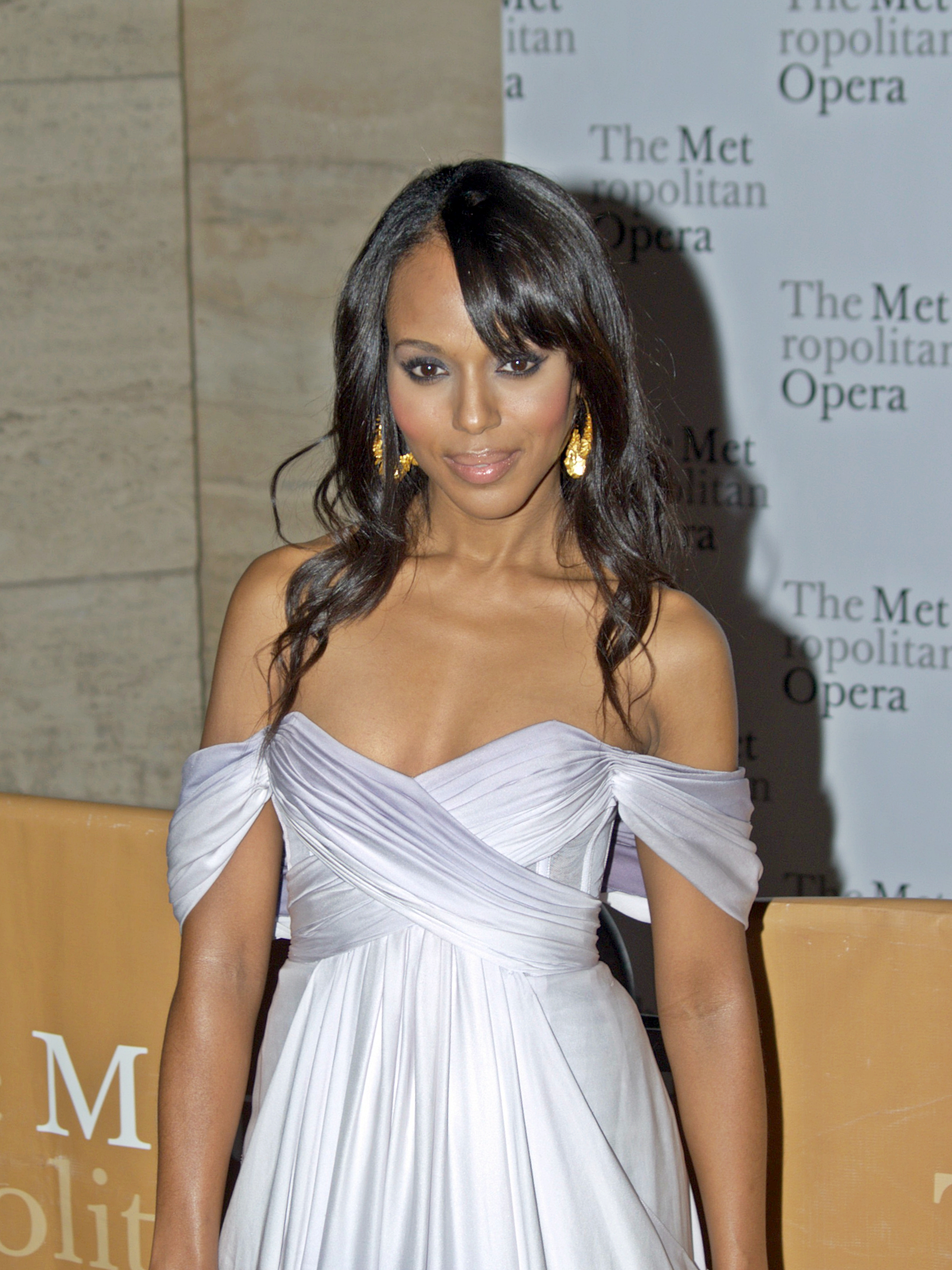
Kerry Washington (2010)

Kerry Marisa Washington (ur. 31 stycznia 1977 w Nowym Jorku) – amerykańska aktorka filmowa.

## Życiorys

### Kariera aktorska
Zagrała m.in. żonę Raya Charlesa w filmie Ray, a także z rolą Alicii Masters, którą zagrała w obrazie Fantastyczna czwórka, oraz jego kontynuacji Fantastyczna Czwórka: Narodziny Srebrnego Surfera. Z uznaniem spotkała się jej drugoplanowa rola w filmie Ostatni król Szkocji. Wystąpiła również w dwóch niezależnych produkcjach: Our Song i Siedem żyć, które nie spotkały się jednak z pozytywnymi ocenami krytyków. Wystąpiła też w filmie Django z 2012.

### Życie prywatne
W 2013 wyszła za mąż za gracza NFL Nnamdiego Asomughę, a w 2014 urodziła córkę – Isabelle Amarachi.

## Filmografia
- Magical Make-Over (1994) jako Heather
- 3D (2000) jako Angie
- Our song (2000) jako Lanisha Brown
- Lift (2001) jako Niecy
- W rytmie hip-hopu (Save the Last Dance, 2001) jako Chenille
- Bad Company: Czeski łącznik (2002) jako Julie
- Piętno (The Human Stain, 2003) jako Ellie
- Odmienne stany moralności (The United States of Leland, 2003) jako Ayesha
- Itsuka 'A' torein ni notte (2003) jako Keisha
- Grzech (Sin, 2003) jako Kassie
- Królowa ringu (Against the Ropes, 2004) jako Renee
- Ona mnie nienawidzi (She Hate Me, 2004) jako Fatima Goodrich
- Ray (2004) jako Della Bea Robinson
- Fantastyczna Czwórka (Fantastic Four, 2005) jako Alicia Masters
- Pan i pani Smith (Mr. & Mrs. Smith, 2005) jako Jasmine
- Wait (2005) jako Maggie
- Ostatni król Szkocji (The Last King of Scotland, 2006) jako Kay Amin
- Mały (Little Man, 2006) jako Vanessa
- Siedem żyć (The Dead Girl, 2006) jako Rosetta
- Chyba kocham swoją żonę (I Think I Love My Wife, 2007) jako Nikki Tru
- Dzielnica Lakeview (Lakeview Terrace, 2008) jako Lisa
- Fantastyczna Czwórka: Narodziny Srebrnego Surfera (4: Rise of the Silver Surfer, 2007) jako Alicia Masters
- Life Is Hot in Cracktown (2009) jako Marybeth
- Tysiąc słów (A Thousand Words, 2012) jako Carolina McCall
- Django (Django Unchained, 2012) jako Broomhilda
- Skandal (Scandal, serial TV, 2012-2018) jako Olivia Pope
- Oko w oko z teściem (2013) jako Grace Peeples
- Auta 3 (2017) jako Natalie Certain (głos)
- Syn Ameryki (2019) jako Kendra
- Sposób na morderstwo jako Olivia Pope
- Małe ogniska (2020) jako Mia Warren
- Bal (2020) jako pani Greene
- The School for Good and Evil (2022) jako Profesor Dovey

## Osiągnięcia

### Nagrody
- Image Awards
  - 2005 – Najlepsza aktorka (Ray)

### Nominacje
- BET Awards
  - 2007 – Najlepsza aktorka (Ostatni król Szkocji)
- Black Reel Awards
  - 2007 – Najlepsza aktorka drugoplanowa (Ostatni król Szkocji)
  - 2005 – Najlepsza aktorka – Dramat (Ray)
  - 2003 – Najlepsza aktorka (Lift)
  - 2002 – Najlepsza niezależna aktorka (Lift)
  - 2002 – Najlepsza aktorka drugoplanowa (W rytmie Hip-Hopu)
- Image Awards
  - 2007 – Najlepsza aktorka drugoplanowa (Ostatni król Szkocji)
  - 2006 – Najlepsza aktorka drugoplanowa (Orły z Bostonu)
  - 2005 – Najlepsza aktorka (Ray)
- Independent Spirit Awards
  - 2002 – Najlepsza rola żeńska (Lift)
- Satellite Award
  - 2005 – Najlepsza aktorka – komedia lub musical (Ray)
- Screen Actors Guild Awards
  - 2005 – Najlepsza aktorka (Ray)